# Jared Followill

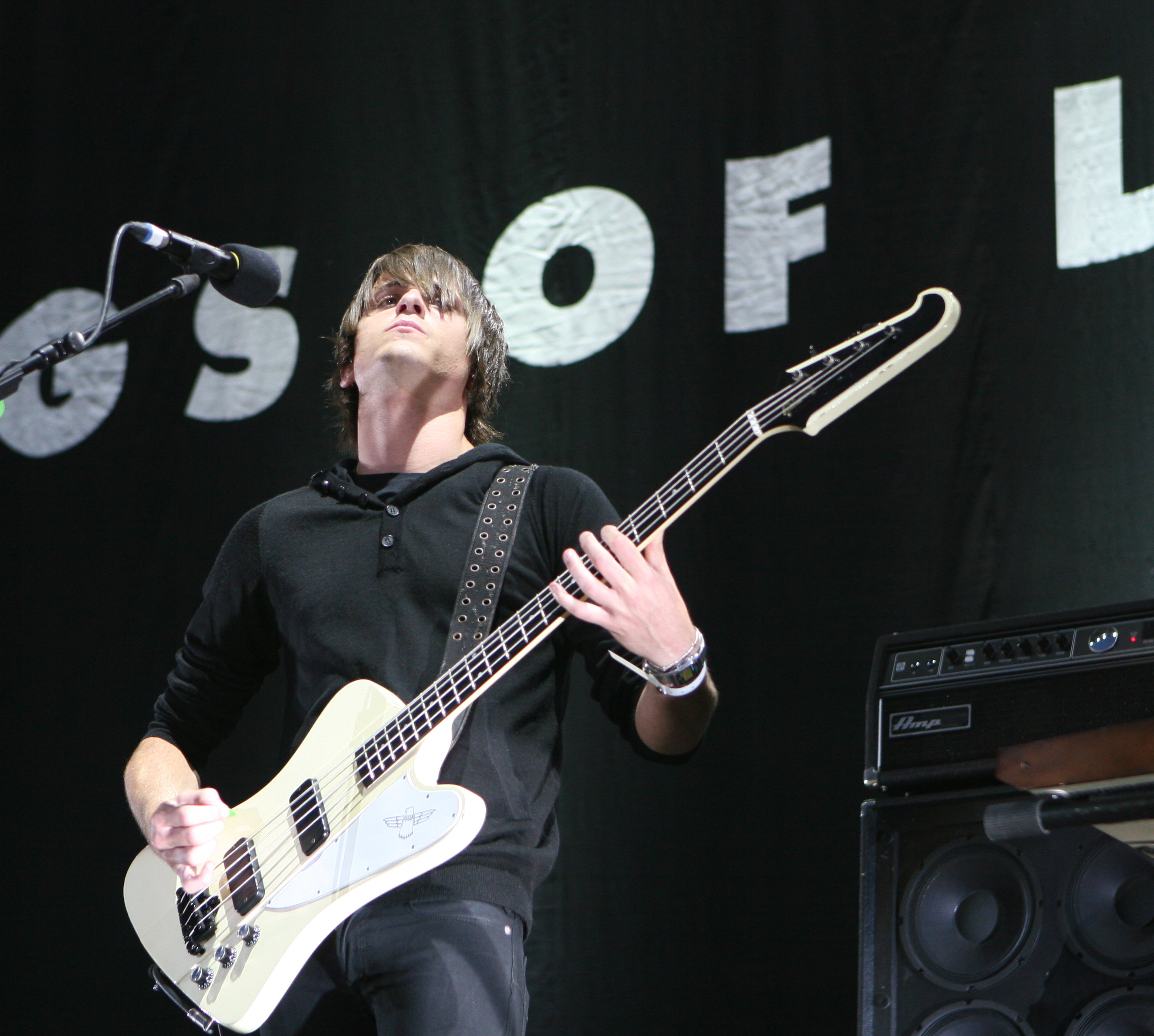
Jared Followill

Jared Followill właśc. Michael Jared Followill (ur. 20 listopada 1986 w Tennessee) — amerykański basista i wokalista. Followill wraz z braćmi Nathanem i Calebem oraz kuzynem Matthew występuje w rockowej grupie muzycznej Kings of Leon.

## Dyskografia
Kings of Leon
- Youth and Young Manhood (2003)
- Aha Shake Heartbreak (2004/2005)
- Because of the Times (2007)
- Only by the Night (2008)
- Come Around Sundown (2010)
- Mechanical Bull (2013)